# イミニウム

イミニウムイオンの一般構造

イミニウム(Iminium)は、有機化学において、の一般構造[R1R2C=NR3R4]+を取る塩や陽イオンである。これ自体がプロトン化または置換基の結合したイミンである。ベックマン転位やビルスマイヤー・ハック反応、スチーブン合成、ダフ反応等の様々な有機反応の中間体である。イモニウム(imonium)またはインモニウム(immonium)と呼ぶ場合もあるが、推奨されない。

## イミニウムを経由する反応
- ベックマン転位
- エッシェンモーザー塩
- ダフ反応
- スチーブン合成
- ビルスマイヤー・ハック反応
- ピクテ・スペングラー反応
- マンニッヒ反応

## イミニウムイオン
イミニウムイオンは、通常R2C=N+構造を持つ。ニトレニウムイオンの中の小分類である。